# Stevan Mićić
Stevan Mićić (en serbio: Стеван Мићић, Mesa, Estados Unidos, 4 de abril de 1996) es un deportista serbio que compite en lucha libre.
Ganó dos medallas en el Campeonato Mundial de Lucha, en los años 2022 y 2023, y dos medallas de bronce en el Campeonato Europeo de Lucha, en los años 2018 y 2020. En los Juegos Europeos de Minsk 2019 obtuvo una medalla de plata en la categoría de 57 kg.

## Palmarés internacional
| Campeonato Mundial | Campeonato Mundial  | Campeonato Mundial | Campeonato Mundial |
| Año                | Lugar               | Medalla            | Categoría          |
| ------------------ | ------------------- | ------------------ | ------------------ |
| 2022               | Belgrado (Serbia)   | Medalla de bronce  | 57 kg              |
| 2023               | Belgrado (Serbia)   | Medalla de oro     | 57 kg              |
| Juegos Europeos    |                     |                    |                    |
| Año                | Lugar               | Medalla            | Categoría          |
| 2019               | Minsk (Bielorrusia) | Medalla de plata   | 57 kg              |
| Campeonato Europeo |                     |                    |                    |
| Año                | Lugar               | Medalla            | Categoría          |
| 2018               | Kaspisk (Rusia)     | Medalla de bronce  | 57 kg              |
| 2020               | Roma (Italia)       | Medalla de bronce  | 57 kg              |